# Automotrice classique
Les automotrices dites « Classiques » sont des automotrices doubles de la SNCB, mises en service entre 1939 et 1981 et dont les derniers exemplaires ont été retirés du service le 15 décembre 2024. Elles constituent la première série massive d'engins automoteurs électriques commandés par la SNCB avec près de 500 exemplaires au total. Plusieurs sous-séries se sont succédé, groupées par commande et années de fabrication. Les différences se font principalement au niveau de la chaine de traction, l'allure générale étant fort similaire.

## Aspects techniques

### Traction
Les moteurs de traction sont des moteurs à courant continu à excitation série prévus pour une tension de 1500V. Ils sont répartis sous les deux voitures. Mis à part les rames de la première sous-série (AM39) — où ils sont concentrés dans les deux bogies extrêmes — tous les bogies sont dotés d'un moteur de traction entrainant un seul essieu, et donc d'un essieu non-motorisé.
Les automotrices construites jusqu'en 1970 (jusqu'au numéro 664) sont munies d'un équipement de démarrage électromécanique du système JH agissant sur les résistances du rhéostat ; celles construites à partir de 1970 (à partir du numéro 665) sont équipées de hacheurs à thyristors. La commande en unité multiple restant compatible entre les deux systèmes en simulant les crans du JH dans la logique de commande des thyristors.
Les 4 moteurs des AM à JH sont disposés en série au démarrage, puis en série-parallèle par la suite. Sur les AM à thyristors, les moteurs sont disposés en permanence en série-parallèle.

### Attelages
Elles sont accouplables entre elles grâce à un attelage semi-automatique Henricot et permettent l'intercirculation (à l'exception des huit premiers engins livrés en 1939) par une porte placée sur chaque face d'extrémité, en position centrale, ce qui réduit l'espace disponible pour le poste de conduite placé à droite, alors que le compartiment de gauche est utilisé pour l'armoire haute tension sur l'une des voitures et un compartiment pour l'accompagnateur dans l'autre. Elles peuvent également fonctionner en couplage avec les automotrices quadruples (AM 75) dont l'équipement électrique est inspiré des automotrices classiques contemporaines, mais alors sans intercirculation.

### Freinage
Sur ces engins, le frein de service est un frein électropneumatique d'un type particulier (le FVEL 5), qui utilise d'abord un freinage commandé électriquement et agissant sur la pression du réservoir de commande du distributeur ou, en cas d'avarie à celui-ci, un frein direct pneumatique. Le frein automatique est présent, mais est alimenté en permanence à la pression de régime (électrovalve EMV420) et ne sert que de frein de sécurité (urgence, rupture d'attelage ou découplement intempestif, signal d'alarme…).

## Aménagement intérieur

### Configuration initiale
Ces automotrices étaient équipées de deux plateformes d'embarquement sur chaque caisse, en position intermédiaire, dotées de portes pliantes s'ouvrant sur les deux faces latérales. Ces plateformes délimitaient donc 3 compartiments par caisse (le compartiment central était plus grand que les deux compartiments d'extrémité et l'une de ses extrémités était occupé par le WC, accessible depuis la plate-forme attenante). L'une des voitures combinait le fourgon, la première classe - divisée par une paroi intermédiaire pour séparer les places fumeurs des places non-fumeurs) et un petit compartiment de seconde classe. 

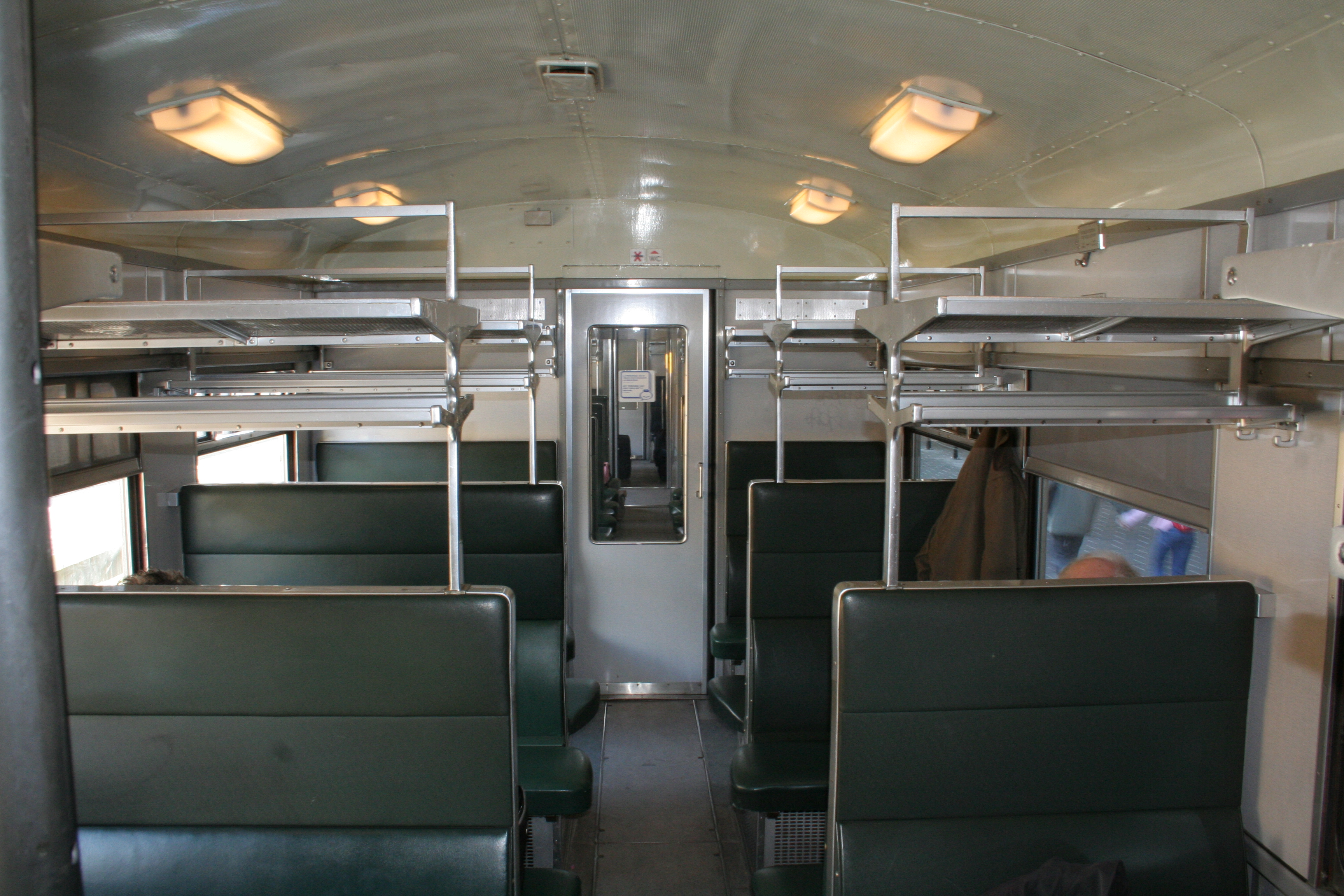
2e classe
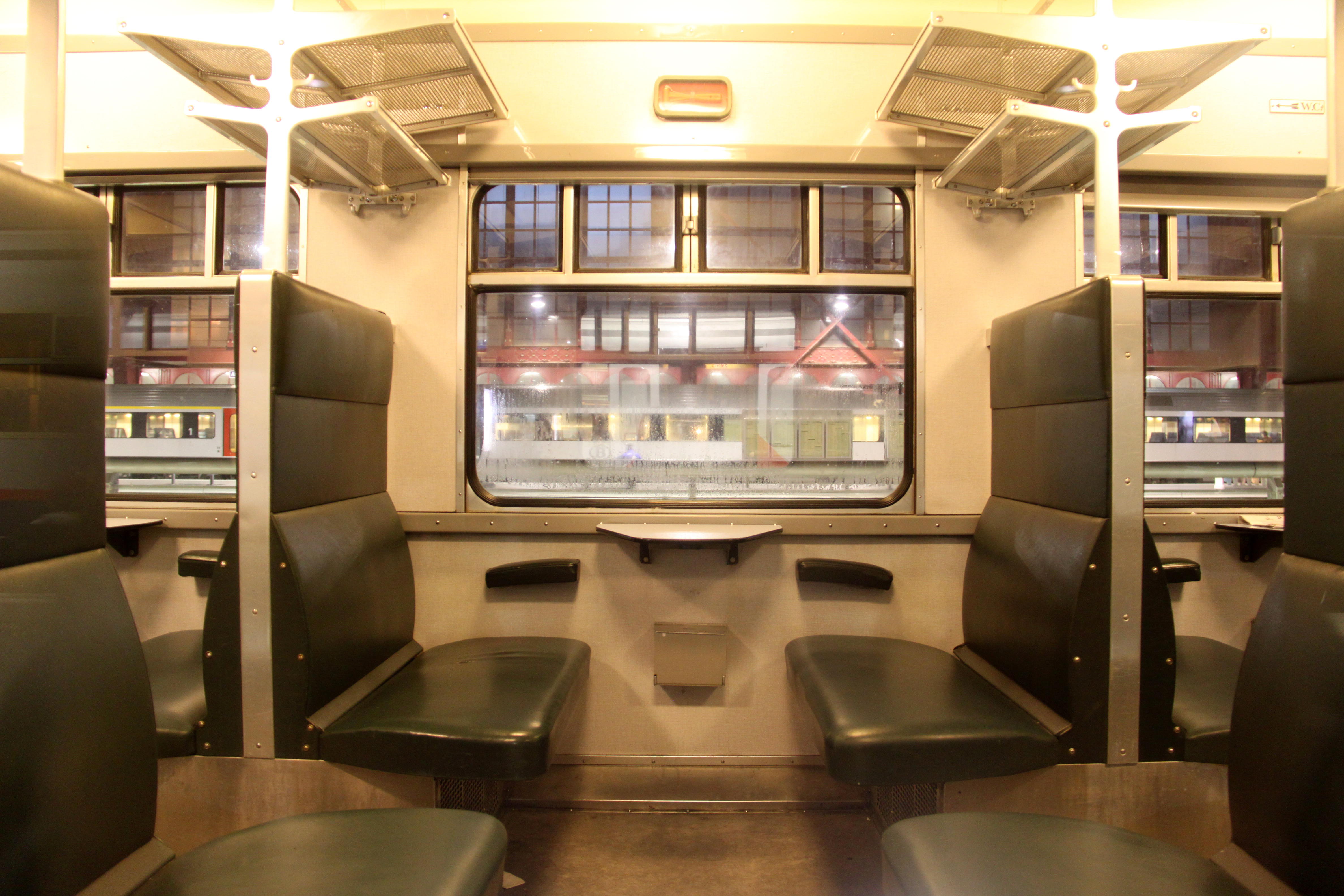
2e classe
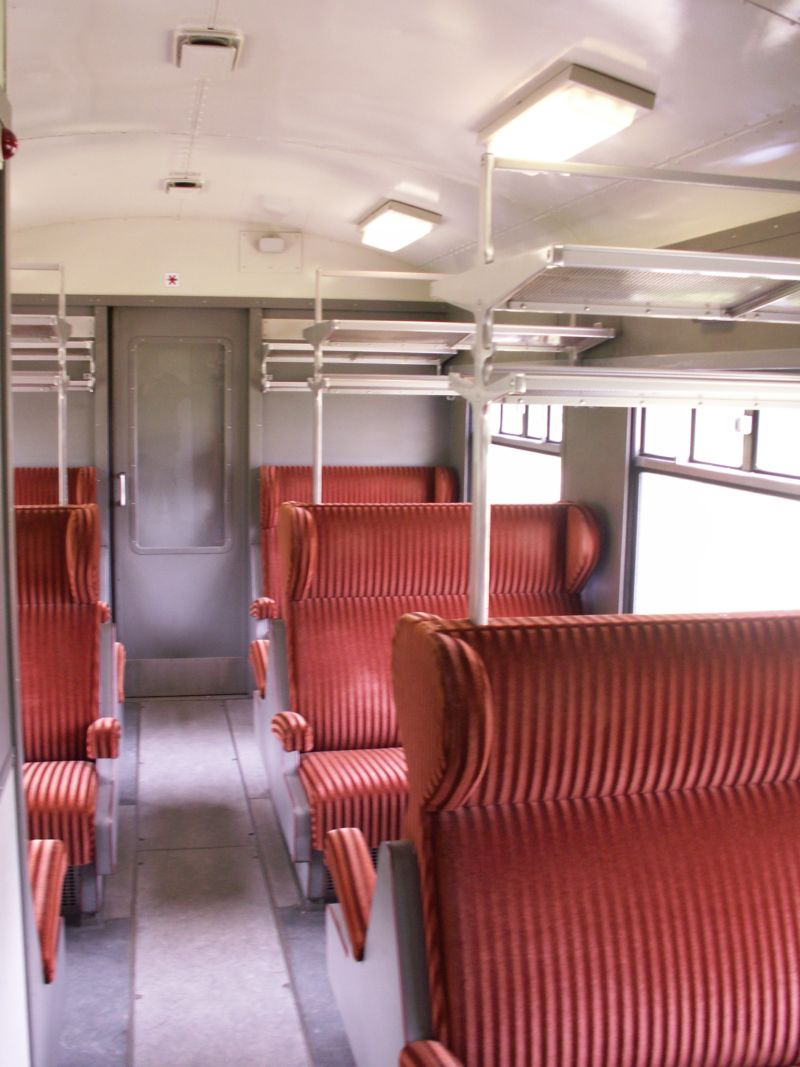
1re classe.

À l'origine, les sièges en 2e classe étaient des banquettes en simili cuir de couleur bleu foncé dans les compartiments non-fumeur et de couleur vert foncé pour le compartiment fumeur, en configuration "2+3" (trois places d'un côté du couloir central, deux de l'autre). 
En 1re classe, des banquettes de deux places de part et d'autre du couloir sont mieux rembourrées qu'en seconde classe, recouvertes de velours rouge-orange pour le compartiment non-fumeur et en velours vert pour le compartiment fumeur. Suivant les modèles, l'espace fumeur en 1re classe variait entre 8 et 12 places assises et l'espace non-fumeur variait respectivement entre 16 (si 12 en fumeur) et 20 (si 8 en fumeur) places assises. En 2e classe, l'espace fumeur s'est progressivement réduit. Au début des années 2000, il ne comportait plus que 20 places assises. La cigarette sera interdite dans les trains belges à partir du 1er janvier 2004.
Ultérieurement, les remplacement de revêtement des sièges s'est donc fait sans distinction : le vert foncé s'est généralisé pour les sièges en 2e classe et le rouge-orange pour les sièges en 1re classe. 
Les parois des compartiments sont couvertes de mélaminé clair; l'éclairage est assuré par des tubs fluorescents, des porte-bagages en aluminium sont disposés au dessus de chaque siège ou banquette. Le chauffage est assuré par des 
radiateurs électriques placés sous les sièges. L'accès entre les compartiments et les plateformes se fait au moyen de portes vitrées coulissantes manuellement. Seule la porte séparant la 1re de la seconde classe n'est pas vitrée lorsqu'elle n'est pas adjacente à une plateforme, permettant ainsi une séparation visuelle des deux classes.

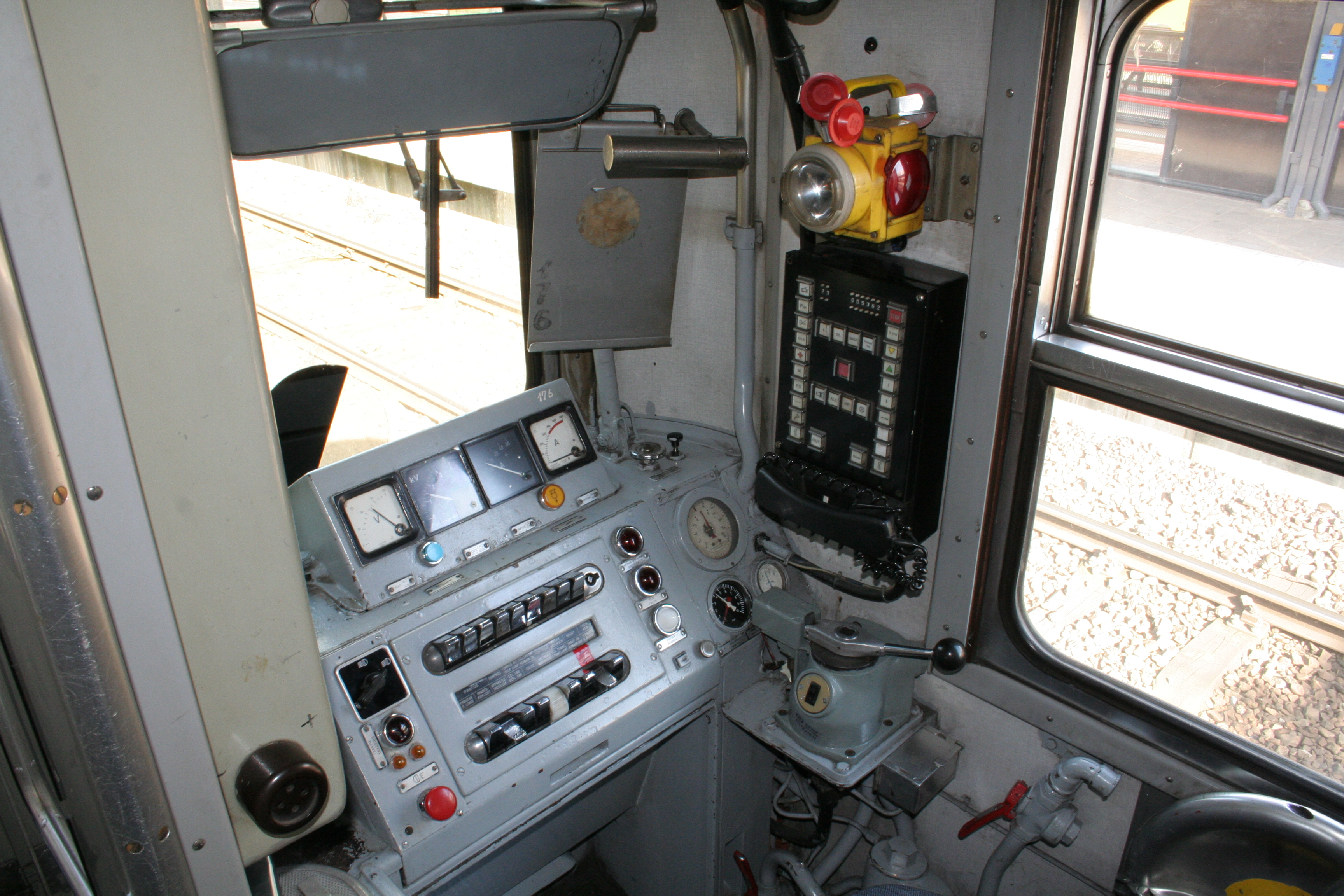
Poste de conduite.
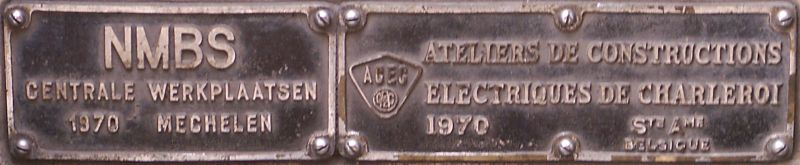
Plaquette d'usine d'une AM 62-79.

### Modernisations

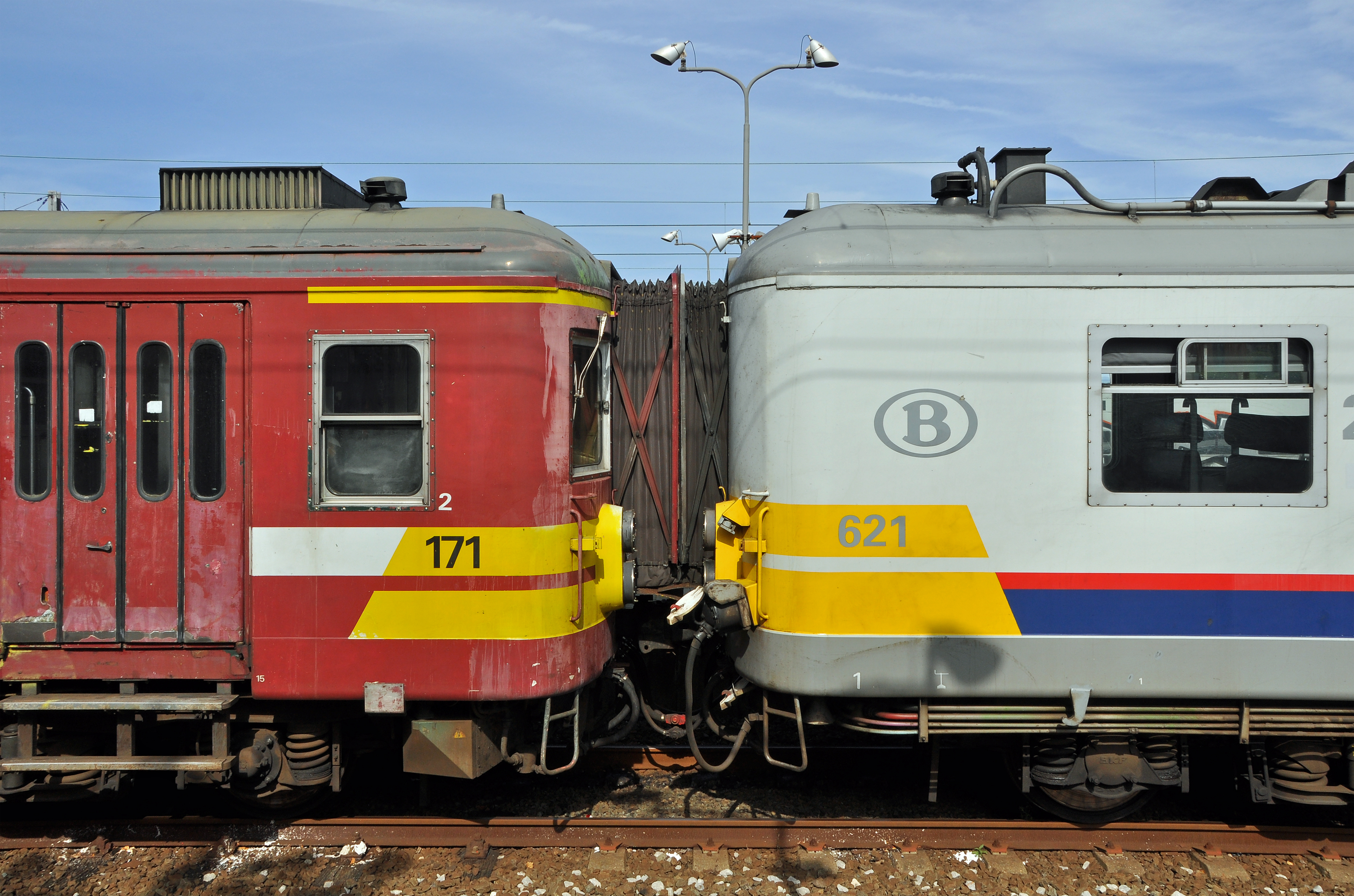
Couplage entre une AM62 et une AM66 rénovée.

Les automotrices les plus anciennes ont conservé leur aménagement intérieur d'origine durant toute leur carrière. 
En avril 1999, l'automotrice 606 (alors encore en livrée verte) est présentée en version rénovée par l'atelier central de Malines, en charge habituellement des grands entretiens des automotrices. Elle sera suivie de la 633 et de tous les matricules des séries 05 et 06 (AM 66 à 79), à l'exception des 6 automotrices "Sabena". 

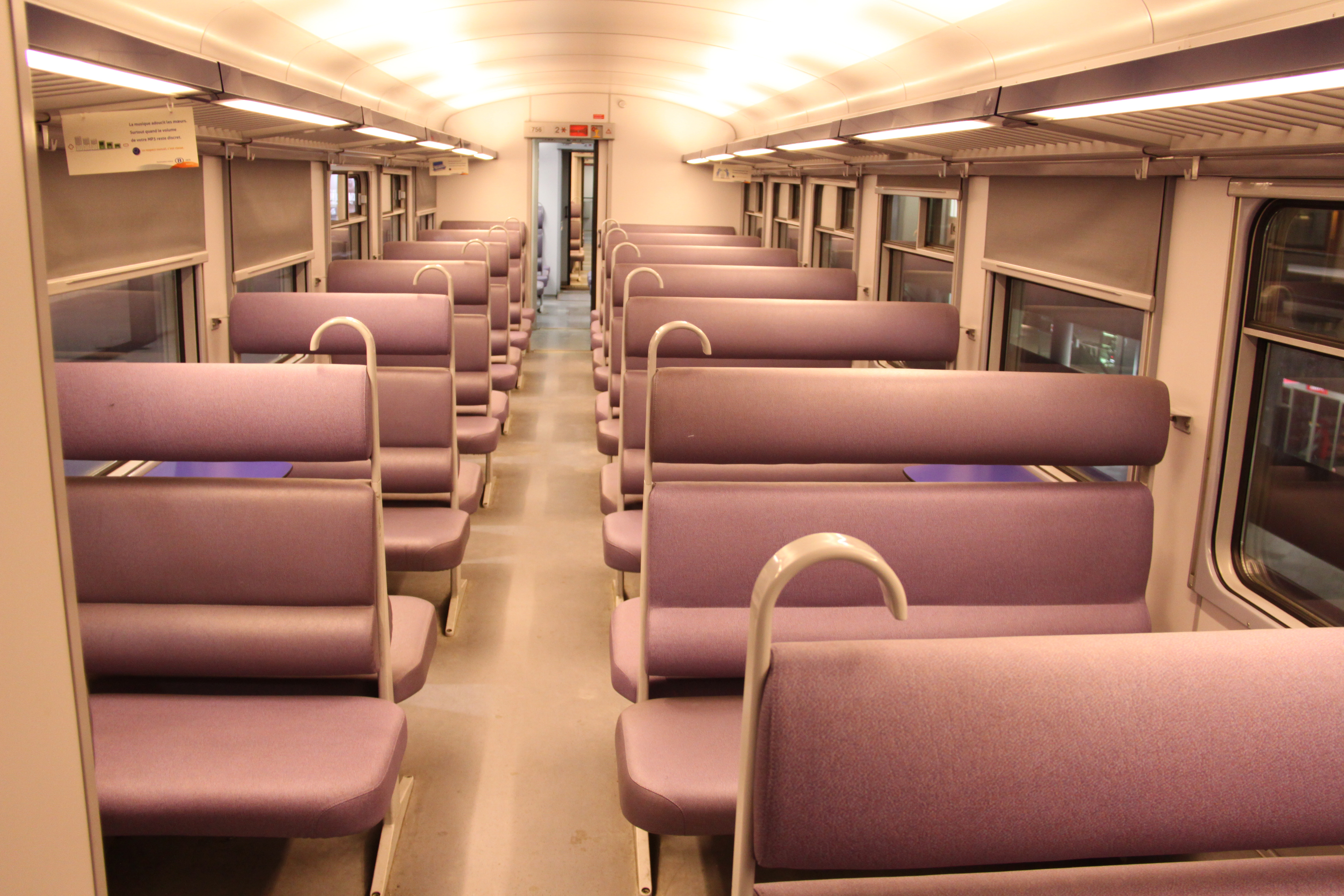
L'aménagement intérieur rénové en seconde classe...

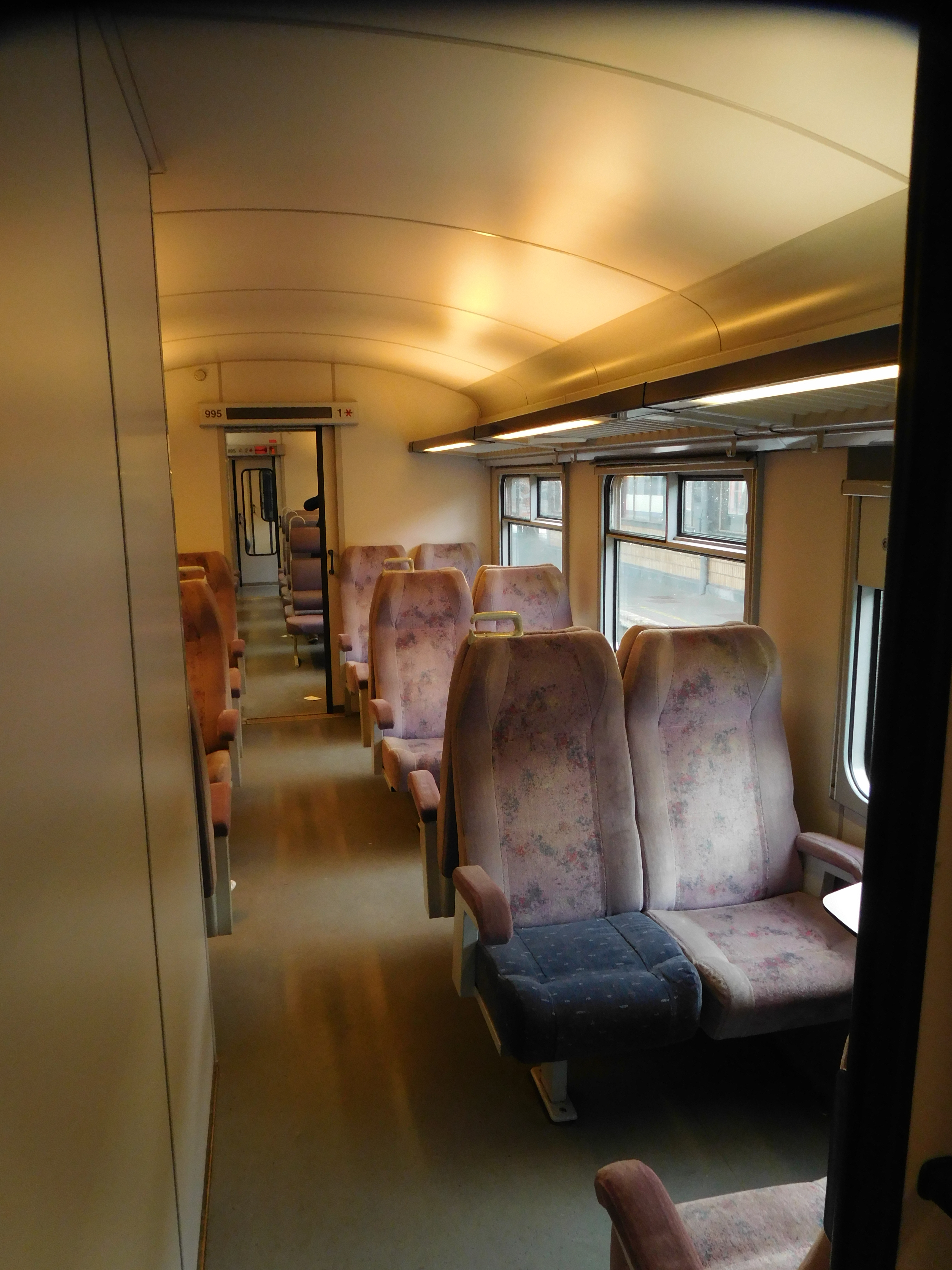
... et en première classe.

La rénovation consiste en un démontage complet, recablage, pose d'un chauffage à air pulsé à la place des radiateurs sous les sièges, des WC en circuit fermé; une insonorisation et une isolation améliorée, incluant de nouvelles fenêtres à double vitrages.
Considérant que ces automotrices seront principalement affectées aux services omnibus, en ce compris en heure de pointe, le réaménagement ne peut réduire la capacité en places assises. De nouvelles banquettes sont toutefois installées en seconde classe. Un peu mieux rembourrées, elles sont recouvertes d'un similicuir violet. Des porte bagages longitudinaux, intégrant un éclairage fluorescent indirect surplombent des compartiments plus aérés. En première classe, de nouveaux sièges individuels remplacent les banquettes en velours.
Cette importante mais tardive rénovation laisse penser que ce matériel pourrait atteindre l'âge respectable de 50 ans avant d'être retiré du service.

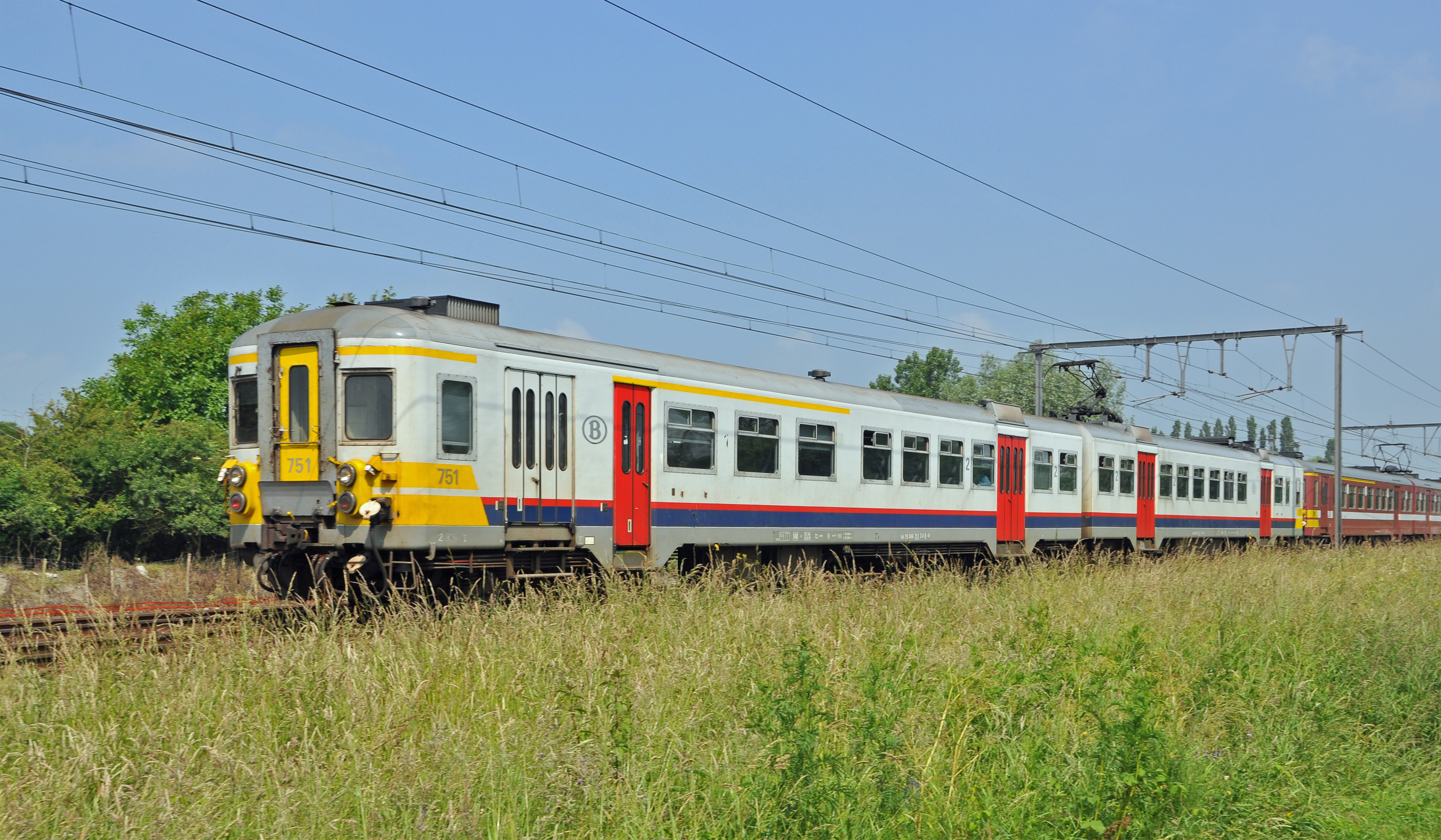
La livrée New Look des automotrices rénovées.

En 2006, un contingent de 40 automotrices (dont certaines ont déjà été concernées par la rénovation précédente) sont équipées d'un convertisseur statique et d'un Système d'information voyageurs (SIV) à afficheurs ainsi que d'une modification de la livrée pour être utilisées sur le précurseur du réseau express régional (RER) de Bruxelles, service dénommé commercialement CityRail par la SNCB. Les deux petits compartiments centraux sont équipés de strapontins longitudinaux à la place des banquettes afin d'augmenter leur capacité. Elles sont également renumérotées (de 961 à 999).

## Livrées extérieures

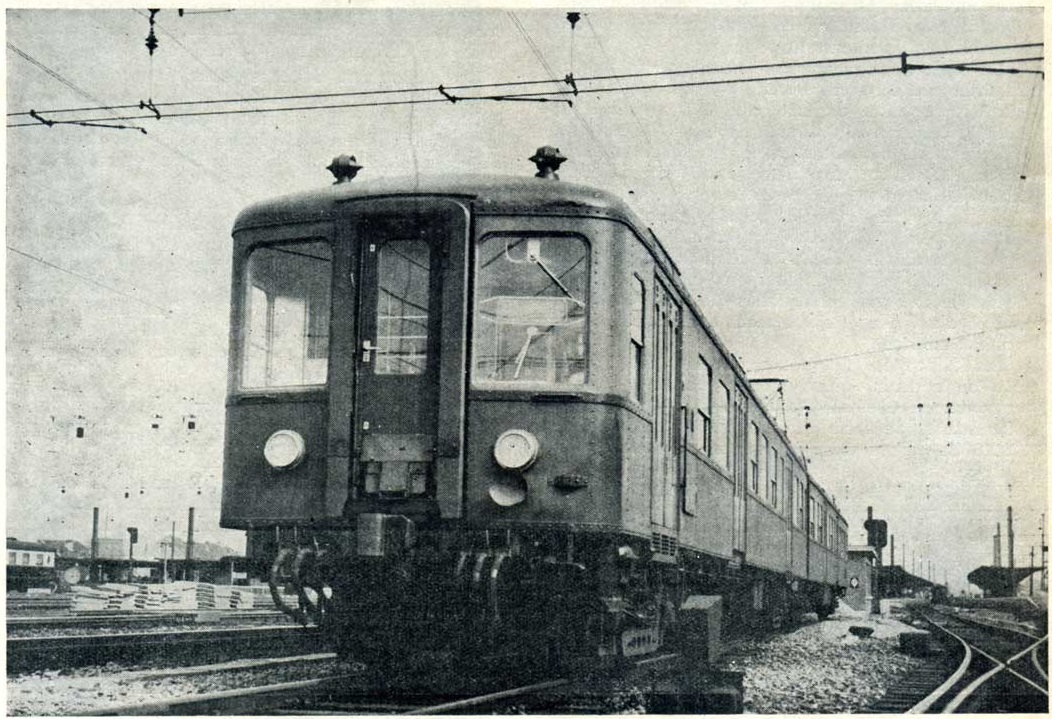
AM50 en état d'origine en livrée à deux tons de vert.

Les huit premières automotrices arborent une livrée bleue et crème à leur livraison en 1939, mais dès 1950, elles sont progressivement repeintes en en deux tons de vert comme les vingt-six engins de la sous-série suivante avec lesquelles elles circulent.
Dès 1955, la SNCB fait le choix d'une livrée uniformément verte "wagon". les engins livrés précédemment seront repeint au cours les années qui suivent à l'occasion de leur révision.
Cette livrée présente initialement trois petites moustaches jaunes sur les coins de caisse, à hauteur des phares (qui à l'époque ne sont pas dédoublés pour y adjoindre des feux rouges distincts, ils ne seront installés qu'à partir de la fin des années 1970). Pour améliorer la visibilité des rames, les moustaches seront replacées par de larges bandes jaunes couvrant presqu'intégralement la zone sous les pare brises et se terminant en oblique au delà du coin de la caisse. La porte  d'intercirculation est également peinte en jaune, mais pas le large cadre qui cache le demi-soufflet.

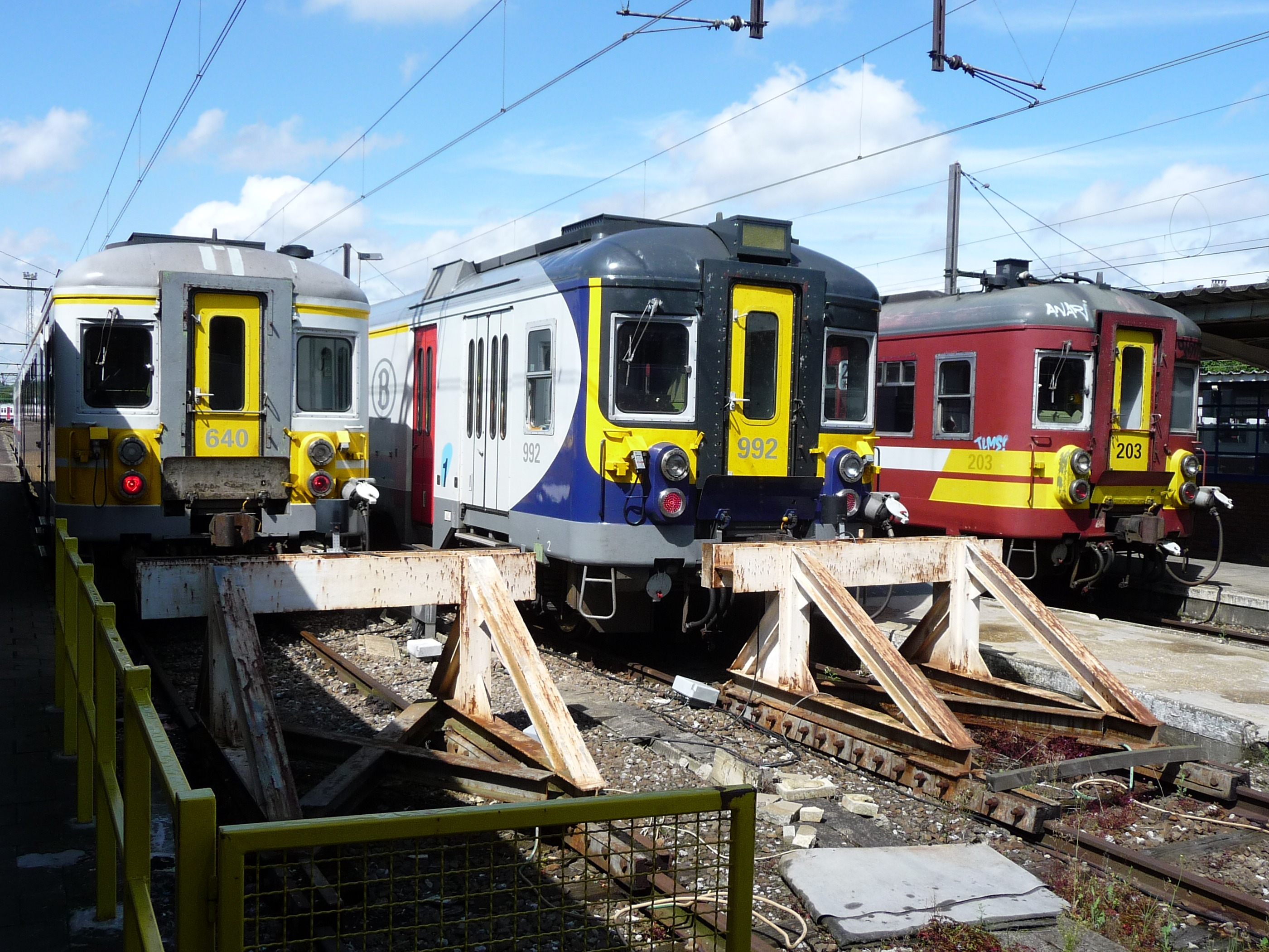
Livrées New Look, CityRail et bordeaux.

A noter qu'en 1956, une petite commande de 22 engins donne lieu à la mise en oeuvre d'une carrosserie en acier inoxydable (procédé Budd) qui ne fera donc l'objet d'aucune peinture. Cette expérimentation sera sans lendemains.
Au milieu des années 1980, l'adoption du plan IC-IR va de pair avec une nouvelle image de marque, et une livrée à dominante bordeaux pour le matériel roulant. Celle-ci est également appliquée aux automotrices au gré des révisions. 
En 1988, la poste Belge demande à la SNCB de renforcer le parc d'automotrices affectées au transport du courrier entre les centres de tri provinciaux. Quinze automotrices de la sous-série AM54 sont transformées en à cet effet et sont repeintes dans la couleur rouge de la poste. 
Enfin, au début des années 2000, la rénovation intérieure des 150 engins livrés dans les années 1970 va de pair avec leur remise en peinture en livrée "New Look" (puis cityrail pour 40 engins).

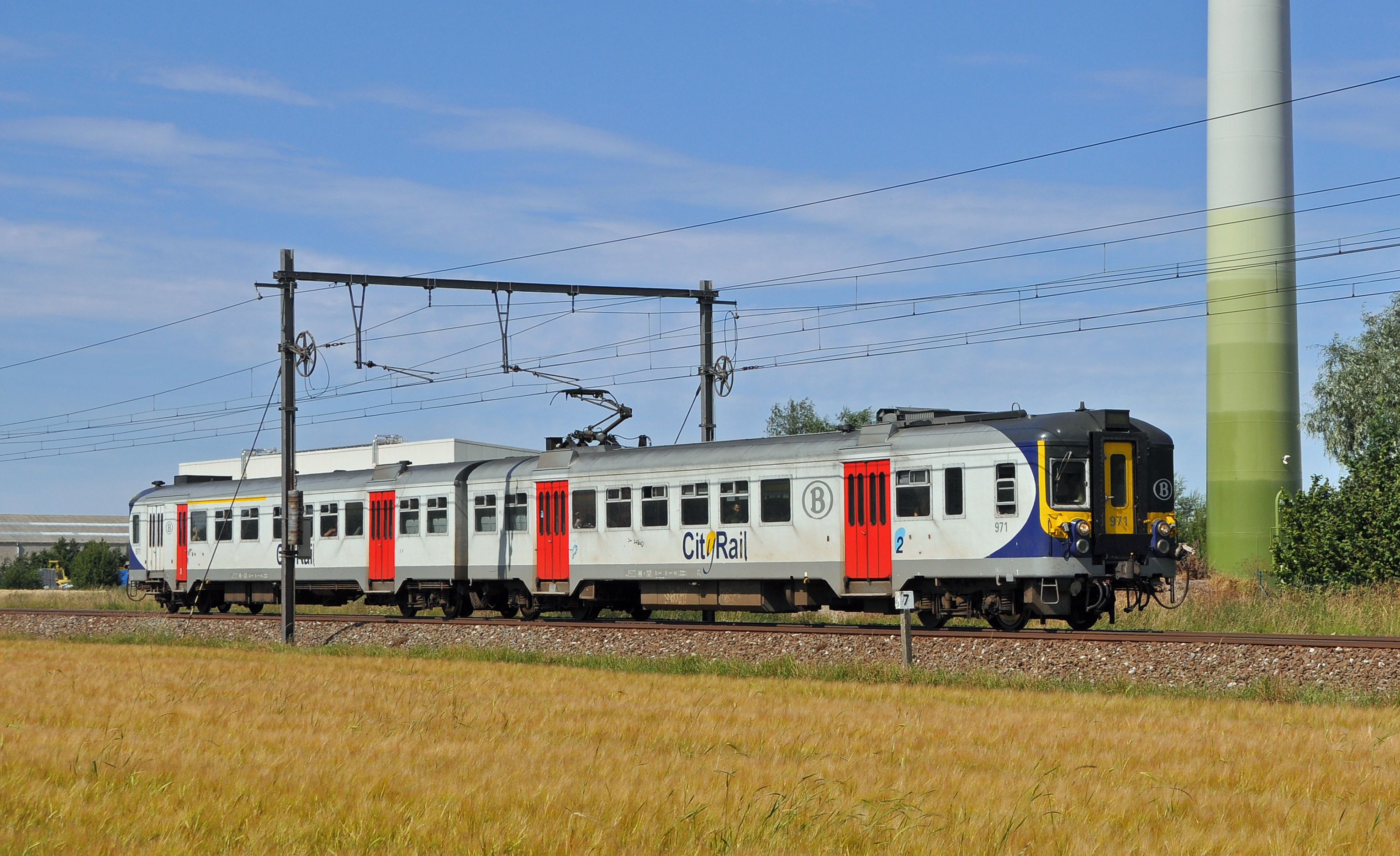
Livrée CityRail.

## Retrait du service
Ces engins ont eu une carrière d'environ 40 ans. 
Une première vague de radiation concerne les sous-séries très spécifiques à la fin des années 1970 pour par exemple les huit engins livrés en 1939.
Fin des années 1990, une série d'automotrices ayant atteint les 40 ans de carrière est proposée à la vente. Des opérateurs privés et/ou locaux italiens se portent acquéreurs d'une vingtaine d'entre eux. Le fait que le réseau italien soit électrifié en 3000 volts courant continu comme le réseau belge est une aubaine pour ces petites sociétés qui leur évite de devoir investir dans du matériel neuf.
En 2013, les automotrices Desiro (séries 08.000 et 08.500) - qui sont livrées par Siemens depuis 2008 - ont terminé leurs maladies de jeunesse et la SNCB les engage massivement en service commercial. Les 93 automotrices classiques subsistant en livrée bordeaux (produites entre 1962 et début 1966) sont alors réformées et vendues en bloc au chantier de démolition eCore (ex Recylux / Paridans) à Aubange. Le dernier trajet effectué par une automotrice classique en livrée bordeaux a eu lieu le 8 novembre 2013 entre Libramont et Arlon.
En octobre 2014, c'est au tour des premières automotrices rénovées de suivre le même chemin.
En 2024, c'est au tour des voitures à double étage M7 et de leur voiture motrice d'être jugées suffisamment fiables pour reprendre le service des AM Cityrail et AM 70 JH toujours actives. L'annonce est faite prématurément au début de l'année, mais c'est finalement à l'entrée lors de l'adaptation semestrielle du service le 15 décembre que les derniers engins sont retirés du service actif. 
La 660 sera la seule de ce dernier lot à être conservée par le musée Train World, où elle rejoindra quelques consœurs des sous-séries précédentes.

## Sous-séries

### AM 39
Ces automotrices ont été étudiées à partir de 1936 pour assurer les dessertes omnibus sur la ligne 25; elles introduisent la disposition à deux caisses (toute deux disposant d'un bogie moteur); elles sont pourvues de portes coulissantes comme les voitures M1 et les deux des petites salles de 3e classe (de part et d'autre de l'intercirculation) sont aménagées avec seulement deux rangées de places assises (une devant chaque fenêtre) et des mains courantes pour se tenir debout dans le large couloir. L'attelage Henricot utilisé par les rames de 1935 est conservé, ce qui permet aux deux séries de rouler en couplage. Les bogies des automotrices de 1935 ayant donné des problèmes en service, les nouvelles automotrices recevront des bogies de type "Pennsylvania" dont un par caisse dispose de deux essieux moteurs; les bogies moteurs sont remplacés par des Schlieren en 1960-1962.

### AM 46
En préparation de l'électrification des lignes 27 et 124, une automotrice surnommée "Alice" est construite pour tester un nouvel arrangement de motorisation, sans transmission, avec des moteurs de traction suspendus par le nez et un équipement JH. Assemblée durant la Seconde guerre, elle possède encore une carrosserie rivetée mais introduit des portes pliantes sur les flancs et une porte d'intercirculation sur chaque face avant : deux caractéristiques reprises par tous les modèles ultérieurs, tout comme les quatre bogies asymétriques comportant chacun un moteur et donc un seul essieu de traction. Jusqu'en 1958, elle est apte à rouler à 140 km/h et atteint même les 160 au cours d'essais; leur vitesse sera ensuite réduite afin d'augmenter leur couple et donc leur accélération, ce qui est souhaitable pour assurer les services omnibus.

### AM 50

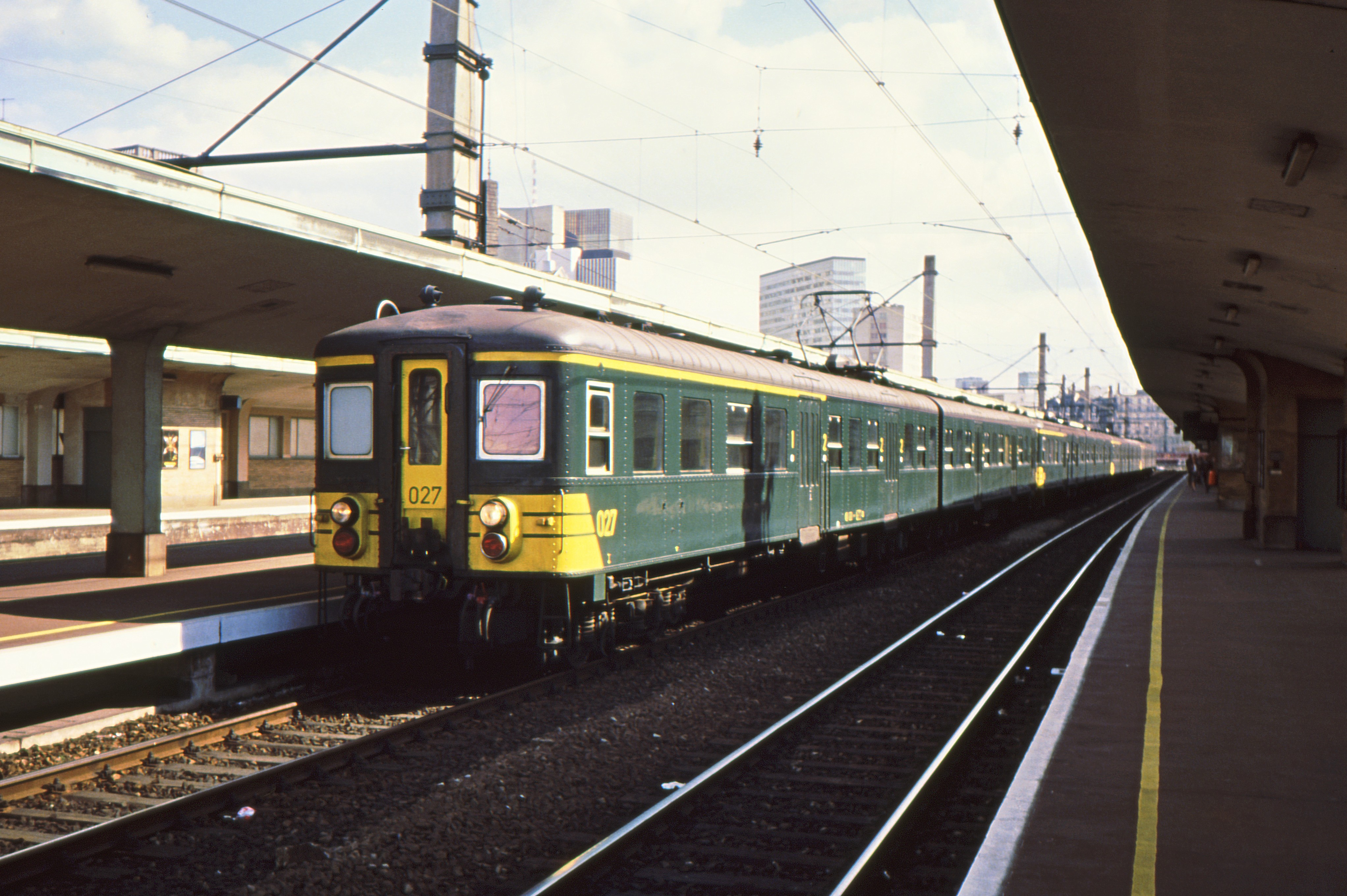
La 027 en gare de Bruxelles-Nord, état final (1990).

Destinées aux trains omnibus entre Charleroi, Bruxelles et Anvers, ces automotrices reprennent la motorisation et l'arrangement extérieur et intérieur de la rame prototype 009 (AM 46). Leur construction fait cependant un usage partiel de la soudure, réduisant le poids total des engins. L'intérieur plus moderne mais employant encore des sièges en bois en seconde classe qui laissent davantage de place aux voyageurs debout et le rapport d'engrenages initial fixe la vitesse maximale à 105 km/h contre 140 sur la rame de 1946. Les bogies Pennsylvania sont remplacés en 1960, ce qui permet de relever la vitesse à 120 km/h et les grands pare-brise font plus tard place à des vitrages avant moins hauts, dérivés de ceux des AM 62.

### AM 51
Rame prototype apte à circuler aux grandes vitesses et étudiée en vue de l'électrification du reste du réseau, elle innove avec un aménagement plus confortable avec des sièges rembourrés en troisième classe, un nombre de portes réduit, un avant fuselé sans intercirculation avec vitrage panoramique et une livrée spéciale. Le compartiment à bagages est disposé au milieu et les bas de caisse sont carénés ; les matériaux légers de la caisse lui valent le surnom de "plastique". Malgré son confort supérieur loué par les voyageurs, elle se montre peu pratique à l'usage, reste seule en son genre et roule peu. Comme pour la 009, sa vitesse maximale a été ultérieurement abaissée.

### AM 53
Destinées à augmenter la capacité des dessertes sur les lignes 25, 27 et 124, ces rames ont un aspect extérieur similaires à celles de 1950. Cinq exemplaires emploient à titre de comparaison un équipement de traction fabriqué par Ercole Marelli à Milan ; pratiquement identique à l'appareillage JH, les rames qu'il équipe sont compatibles avec celles des autres séries. Ayant initialement projeté de reconstruire et rehausser les quais de toutes les lignes à l'occasion de leur électrification, la SNCB y renonce finalement à partir de 1954. Les rames de la série 1953 ainsi que tout le matériel antérieur sont dépourvues de marchepieds compatibles avec les quais les plus bas et sont donc cantonnées à circuler sur les lignes 25, 26, 27 et 124 jusqu'à la fin de leur carrière, alors que les séries suivantes disposent d'une marche supplémentaire poru s'accomoder des quais plus bas.

### AM 54

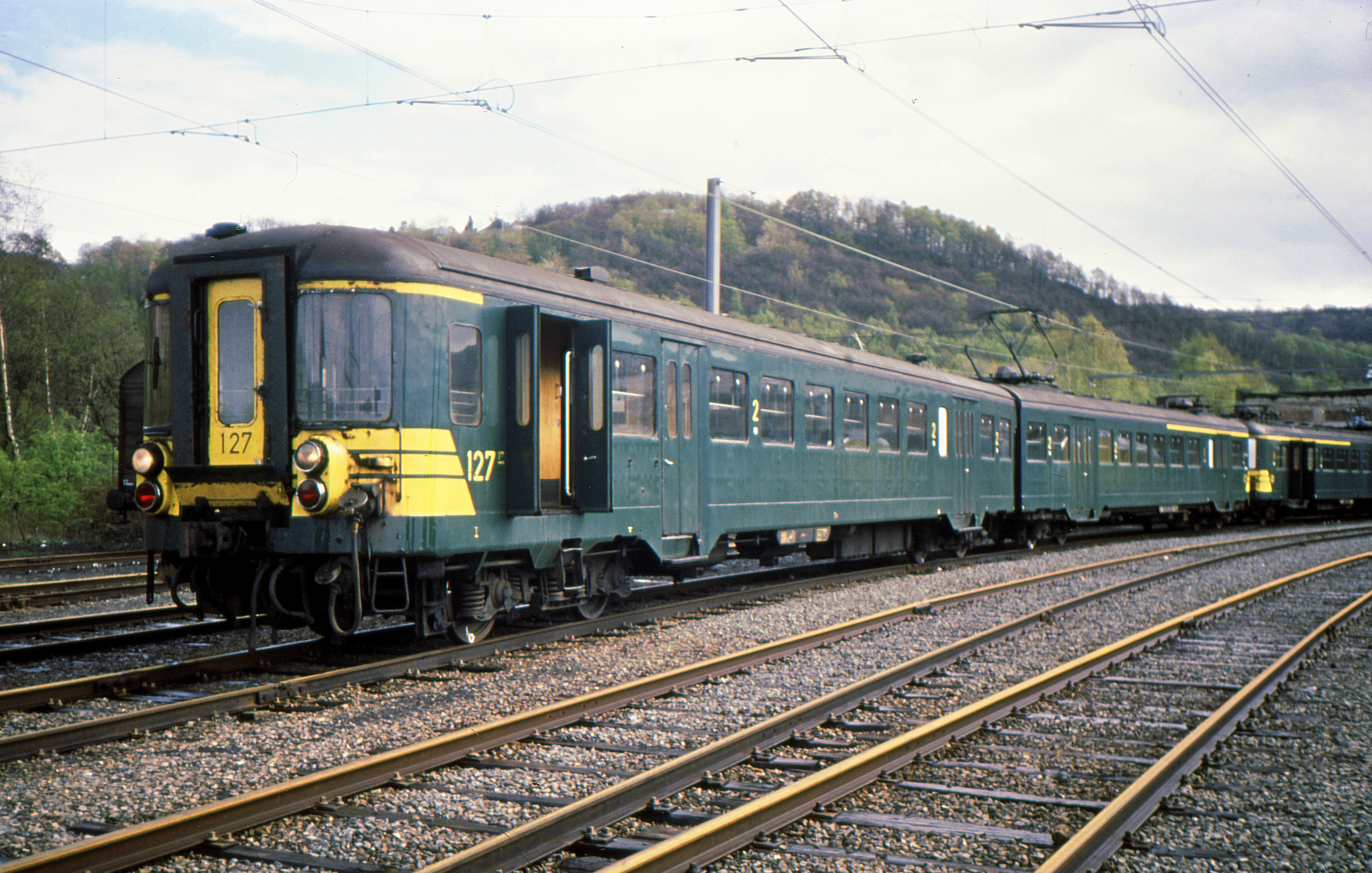
Une rame de la série AM54 en 1990.

Première série appelée à circuler sur l'ensemble des lignes nouvellement électrifiées à partir de 1954 et encore dotées de nombreux quais bas, ces rames reprennent les vitrages galbées et les caisses entièrement soudées du prototype de 1951. Après avoir sans succès travaillé sur un type nouveau de bogies, le choix se porte sur une adaptation du bogie Schlieren. Leur affectation initiale incluant des dessertes entre Bruxelles et le Luxembourg ainsi d'autres relations à longue distance, elles sont dotées d'une cuisine dans le compartiment à bagages. L'équipement de traction évolue mais la puissance reste la même.

### AM 55
Destinées à assurer les trains directs à 140 km/h, ces automotrices sont dotées d'un rapport d'engrenage différent et leur aménagement procure davantage de places assises, surtout en première classe tandis que la taille des plateforme et de leurs portes est réduite. Nombre de trains importants qu'elles étaient censées assurer étant finalement exploités en rame tractée ou par les Trans-Europ-Express, elles sont redéployées vers des dessertes intérieures où leur vitesse maximale ne donne plus autant d'avantage et cette différence de vitesse de pointe rends leur accouplement avec les sous-types plus lents problématiques (les crans de traction n'étant pas associés à la même vitesse). Leur modification pour circuler à 120 km/h comme les AM 54 est déjà décidée en 1958.
La rame 526, dont la voiture B avait été détruite lors d'un accident à Bruxelles en 1957, est mise hors-service mais la voiture subsistante remplacera l'élément détruit de la 055 après la catastrophe de Fexhe-le-Haut-Clocher de 1967. Cette rame hybride poursuit sa carrière en tant que 055 ; l'intérieur de l'ex ABD de la 526 a été déclassé en 2e classe conservant les sièges en disposition 2+2.

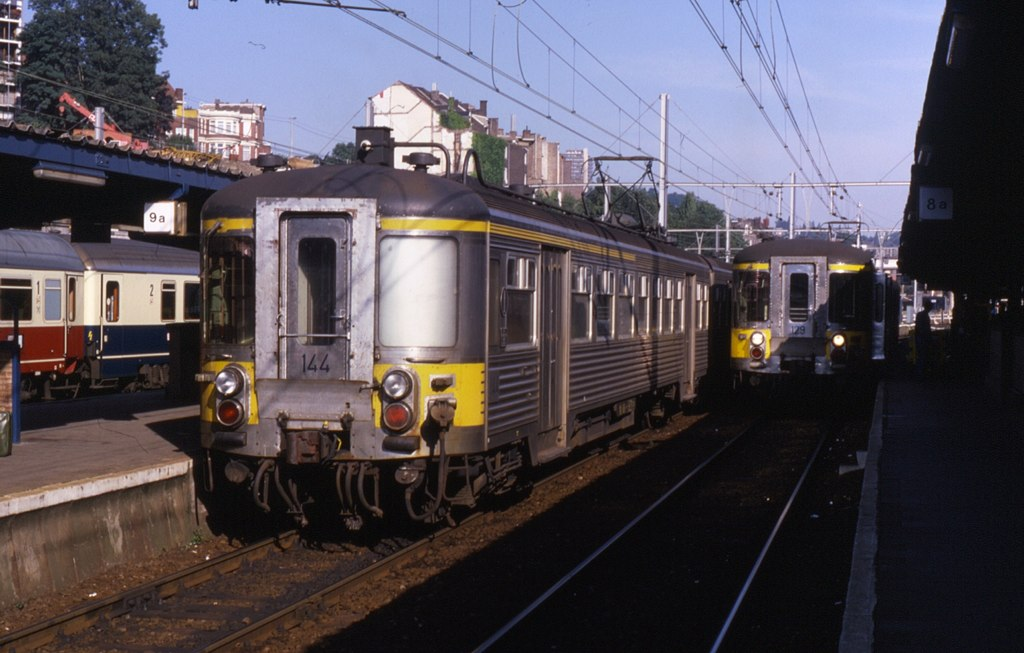
Les 129 et 144 à Liège-Guillemins (fenêtres d'origine).

### AM 56
Reprenant la disposition et la partie technique des AM 54, ces rames sont construites en acier inoxydable selon la technologie Budd. En dépit d'un prix d'achat légèrement inférieur et d'une bonne résistance à la corrosion, le besoin de matériaux et d'ouvriers spécialisés poussent la SNCB à revenir à l'acier au cuivre pour ses commandes ultérieures. Elles sont les premières automotrices belges qui introduisent un nouveau type de fenêtre "anti courants d'air" dont la partie supérieure intègre deux petits panneaux coulissants encadrés par deux glaces fixes (les séries précédentes sont équipées de vitre en une pièce coulissant vers le bas jusqu'à ouvrir près de la moitié de leur surface).

### AM 62

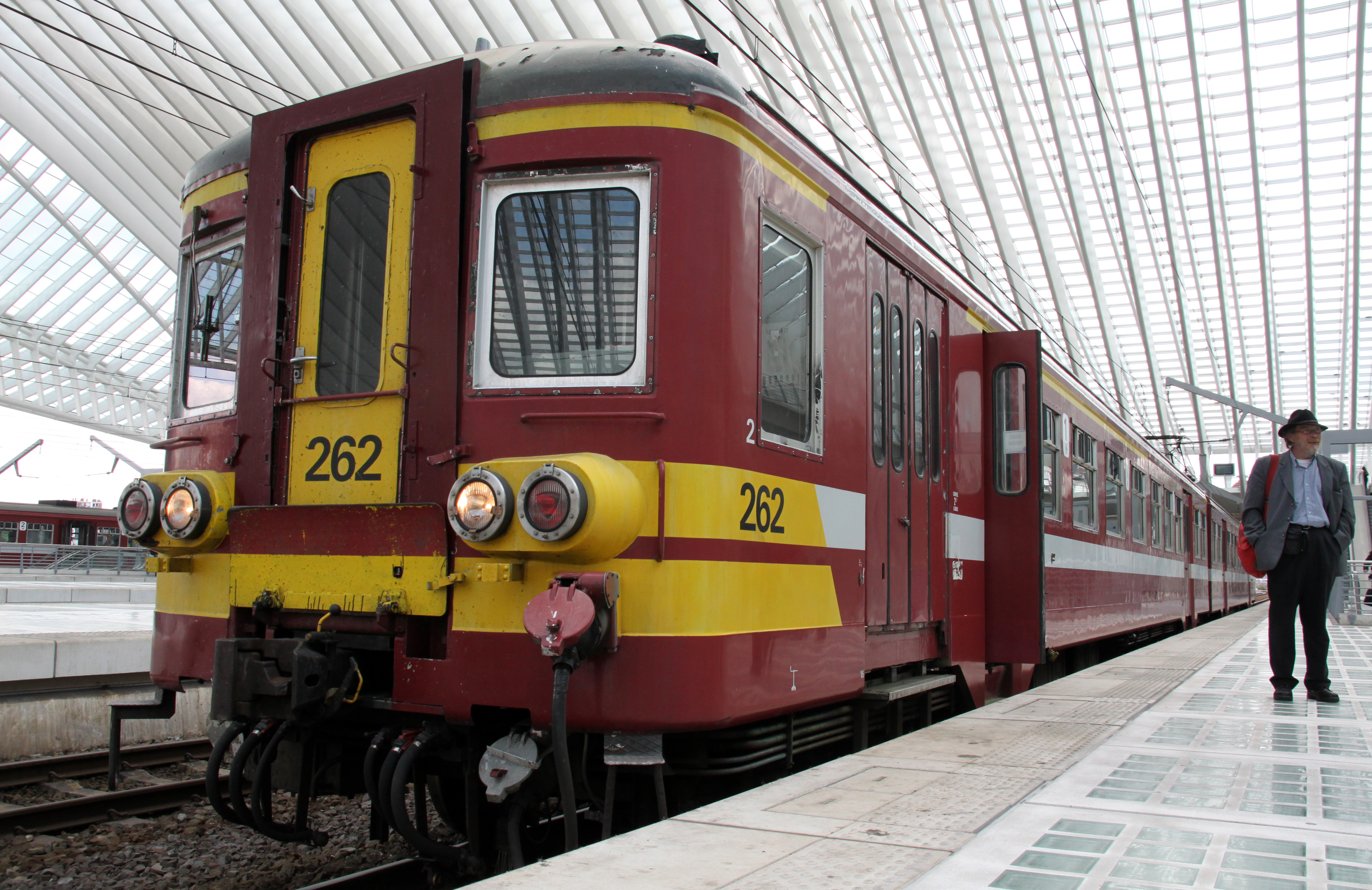
La 262 à phares horizontaux.

Afin de disposer de suffisamment d'automotrices alors que le réseau électrifié continue à s'étendre, la SNCB doit mettre en service une sous-série d'automotrices supplémentaire. Leur caisse sera reprise presque à l'identique des versions précédentes et le restera pour les rames bi-caisse produites jusqu'en 1981 (les rames quadricaisse de 1975 auront une conception assez différente). Utilisant des fenêtres à double vitrage similaires à celles des voitures M2, elles sont les premières automotrices belges dotées de freins à disques. Elles sont livrées avec des doubles phares à partir de la rame no 251 ; les 251 à 270 ont des doubles phares disposés horizontalement tandis que les 151 à 250 seront reconstruites avec un arrangement de phares verticaux qui ont aussi été appliqués lors de grandes révisions sur les sous-séries antérieures.
En 1987, la no 151 est transformée avec de nouveaux bogies à suspension pneumatique avec une motorisation asynchrone triphasée. Les nouveaux bogies requérant de démonter le bas des marchepieds, elle est renumérotée 050 et exclusivement utilisée sur les lignes 25, 27 et 124 dans les roulements des 010 à 049. Un incendie met fin à sa carrière en 1990.

### AM 66

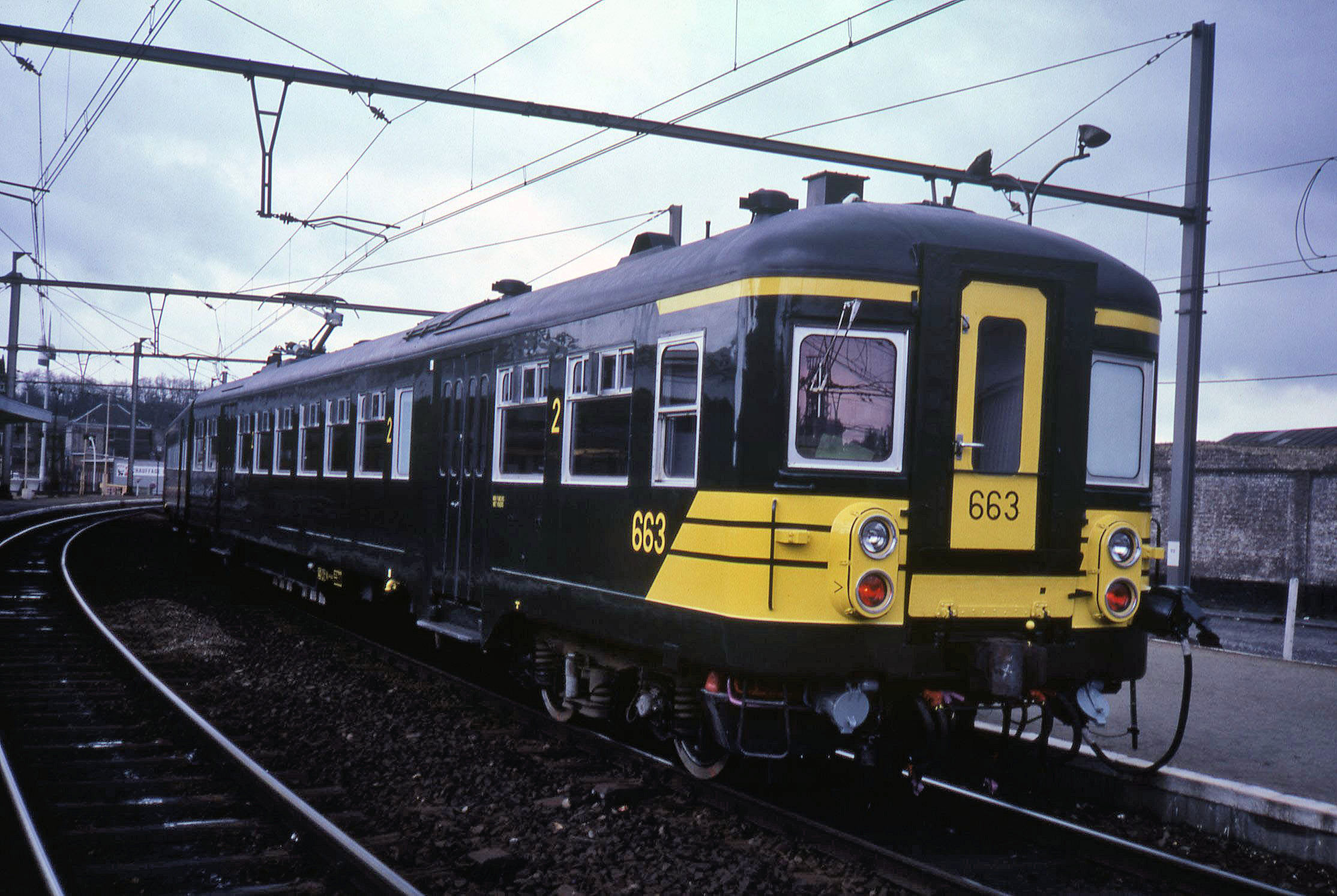
La 663 en livrée verte à grandes bandes de visibilité.

Cherchant à nouveau à augmenter la vitesse des automotrices, la SNCB met au point une nouvelle série aux moteurs de traction de puissance accrue, apte à circuler à 140 km/h. Afin de ne pas reproduire le problème des AM 55, ces nouvelles rames sont compatibles avec deux caractéristiques d'effort en changeant le cran de shuntage des moteurs de traction. Ainsi, lorsqu'elles sont couplées à des automotrices plus anciennes, l'accélération et la vitesse sont harmonisées pour éviter des a-coups à l'accélération et des efforts importants sur les attelages. Extérieurement, elles se reconnaissent à leurs pantographes unijambistes. La disposition intérieure et extérieure est identique à celle des AM 62 sur les 76 premières rames. Les 11 premières rames de la tranche 1970 sont encore dotées de numéros à 6 caractères (228.641 à 651) tandis que celles livrées après janvier 1971 endossent directement le nouveau système à 3 chiffres (en fait quatre, mais le zéro initial caractérisant les automotrices électriques n'est pas affiché) introduit à cette époque.
En 1968, la no 171 avait été dotée d'un équipement de hacheurs à thyristors nécessitant l'ajout de grilles de ventilation et d'une armoire électrique volumineuse, empiétant sur le compartiment voyageur situé derrière la cabine de conduite de la motrice B (secodne classe). Remise au type en 1972, cette rame jette les bases de la série des AM 70 Th (équipées donc d'une chaine de traction à thyristors) qui utilisent ce système au lieu des résistances du rhéostat des rames antérieures; la consommation en électricité et les à-coups lors des changements de crans de traction sont fortement réduits. Afin d'accélérer la modernisation du réseau, la SNCB réceptionne entre 1973 et 1981 plusieurs lots d'automotrices qui se distinguent des précédentes par l'ajout d'une armoire technique à l'arrière de la cabine du conducteur de la motrice de seconde classe, au détriment d'une rangée de sièges, ce qui se traduit par deux petites fenêtres au niveau de ces compartiments réduits. Cet équipement est installé sur les AM 66 et 70 qui n'en étaient pas pourvus lors de leur modernisation dans les années 2000. La SNCB - qui avait mis en service les rames quadruples AM75 dont la motorisation est une évolution de celle des AM classiques à thyristors - envisagea un temps de porter cette série au-delà des 44 exemplaires mais opta finalement pour la commande d'engins "classiques" (bi-caisse) supplémentaires, immatriculés 731 à 782.

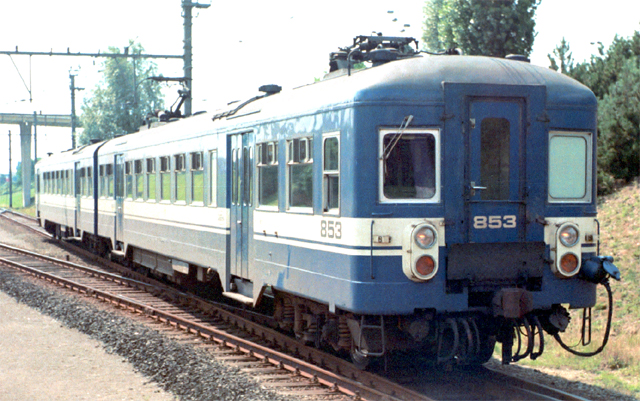
La 853 sans logos Sabena.

### AM Sabena
En 1970, une petite série de six automotrices avait été construite spécialement pour la desserte de l'Aéroport de Zaventem au départ du terminus souterrain de la gare centrale. Basées sur les AM70 de la variante sans thyristors, elles se distinguent par leur aménagement avec un grand compartiment à bagages apte au transport de chariots conteneurs remplaçant la plateforme et deux travées de première classe, de grands fauteuils individuels en configuration 1re classe occupant 14 des 18 travées restantes (un total de 84 places) et disposant également d'un espacement plus important afin d'y placer au besoin des bagages. Les 34 places assises restantes sont des banquettes ordinaires de 2e classe, la toilette de la motrice AD est déplacée, les porte-bagages sont longitudinaux dans la partie première classe et la livrée "Sabena" à dominante bleue est spécifique à cette série; elle connaîtra des variations stylistiques, jusqu'à être remplacée par la livrée standard bordeaux en 1991-1993. La SNCB reprend l'exploitation de ce service en 1979 et déclasse une partie de chaque véhicule, sans remplacer les sièges. Jusqu'en 1980, elles étaient numérotées 851 à 856.

### Caractéristiques
| Série | Type             | Nbre | No de série          | Image                                                           | Construction | Construction | Construction | Vitesse maximale | Puissance | Longueur | Masse  | Masse     | Places                    | Retrait | 2024     |
| Série | Type             | Nbre | No de série          | Image                                                           | Mécanique | Électrique | Année        | Vitesse maximale | Puissance | Longueur | à vide | en charge | Places                    | Retrait | Effectif |
| ----- | ---------------- | ---- | -------------------- | --------------------------------------------------------------- | --- | --- | ------------ | ---------------- | --------- | -------- | ------ | --------- | ------------------------- | ------- | -------- |
|       | AM 39            | 8    | 001-008              |                                                                 | | | 1939         | 130 km/h         | 840 kW    | 43.040 m |        |           | 143 30 1re cl. 113 2e cl. | 1978    |          |
|       | AM 46            | 1    | 009                  |                                                                 | | | 1946         | 140 km/h         | 830 kW    | 43,3xx m |        |           | 164 24 1re cl. 140 2e cl. | 1978    |          |
| 00(2) | AM 50            | 25   | 010-034              |                                                                 | La Brugeoise, Nicaise et Delcuve | ACEC / SEM | 1950         | 130 km/h         | 735 kW    | 44.402 m | 93 t   | 117 t     | 170 32 1re cl. 138 2e cl. | 1995    |          |
|       | AM 51            | 1    | 501 puis 050         |                                                                 | AC Malines | | 1951         | 130 km/h         |           | 45,78x m |        |           | 161 42 1re cl. 119 2e cl. | 1978    |          |
| 00(2) | AM 53AS          | 10   | 035-044              |                                                                 | SA Énergie Marcinelle | ACEC / SEM | 1953         | 130 km/h         | 735 kW    | 44,402 m | 93 t   | 116 t     | 170 32 1re cl. 138 2e cl. | 1995    |          |
| 00(2) | AM 53Ma          | 5    | 045-049              | Ercole Marelli                                                  | SA Énergie Marcinelle | 795 kW | 1953         | 130 km/h         |           | 44,402 m | 93 t   | 116 t     | 170 32 1re cl. 138 2e cl. | 1995    |          |
| 00(1) | AM 54            | 79   | 050-128              |                                                                 | La Brugeoise, Nicaise et Delcuve / Ragheno / Germain et Familleureux                                                                    | ACEC / SEM | 1954         | 130 km/h         | 735 kW    | 45.280 m | 84 t   | 106 t     | 185 31 1re cl. 154 2e cl. | 1995    |          |
| 00(1) | AM 55            | 38   | 502-539              |                                                                 | Ateliers de la Dyle / Anglo-Franco-Belge / Usines et Fonderies de Haine St Pierre                                                       | ACEC / SEM | 1955         | 130 km/h         | 735 kW    | 45,680 m | 85,5 t | 105 t     | 181 45 1re cl. 136 2e cl. | 1995    |          |
| 00(1) | AM 56            | 22   | 129-150              |                                                                 | La Brugeoise, Nicaise et Delcuve | ACEC / SEM | 1956         | 130 km/h         | 735 kW    | 45,280 m | 79,5 t | 101,5 t   | 185 31 1re cl. 154 2e cl. | 2000    |          |
| 00(3) | AM 62            | 60   | 151-210              |                                                                 | La Brugeoise et Nivelles / Ragheno / Ateliers Germain / Ateliers belges réunis / Les Usines de Braine-LeComte / AC Malines              | ACEC | 1962         | 130 km/h         | 735 kW    | 46,575 m | 101 t  | 124 t     | 180 28 1re cl. 152 2e cl. | 2013    |          |
| 00(3) | AM 63            | 40   | 211-250              | 1963                                                            | La Brugeoise et Nivelles / Ragheno / Ateliers Germain / Ateliers belges réunis / Les Usines de Braine-LeComte / AC Malines              | ACEC |              | 130 km/h         | 735 kW    | 46,575 m | 101 t  | 124 t     | 180 28 1re cl. 152 2e cl. | 2013    |          |
| 00(3) | AM 65            | 20   | 251-270              | 1965                                                            | La Brugeoise et Nivelles / Ragheno / Ateliers Germain / Ateliers belges réunis / Les Usines de Braine-LeComte / AC Malines              | ACEC |              | 130 km/h         | 735 kW    | 46,575 m | 101 t  | 124 t     | 180 28 1re cl. 152 2e cl. | 2013    |          |
| 05    | AM 66            | 40   | 601-640              |                                                                 | La Brugeoise et Nivelles / Ragheno / Ateliers Germain / Ateliers belges réunis / Les Usines de Braine-LeComte                           | ACEC | 1967         | 140 km/h         | 770 kW    | 46,615 m | 104 t  | 127 t     | 180 28 1re cl. 152 2e cl. | 2024    |          |
| 05    | AM 70 (JH)       | 24   | 641-664              | 1970                                                            | La Brugeoise et Nivelles / Ragheno / Ateliers Germain / Ateliers belges réunis / Les Usines de Braine-LeComte                           | ACEC | 2024         | 140 km/h         | 770 kW    | 46,615 m | 104 t  | 127 t     | 180 28 1re cl. 152 2e cl. |         |          |
| 05    | AM 70A "Airport" | 6    | 851-856 puis 595-600 | 1970                                                            | La Brugeoise et Nivelles / Ragheno / Ateliers Germain / Ateliers belges réunis / Les Usines de Braine-LeComte                           | ACEC |              | 140 km/h         | 770 kW    | 46,615 m | 104 t  | 127 t     | 118 32 1re cl. 86 2e cl.  | 2013    |          |
| 06    | AM 70 Th         | 12   | 665-676              |                                                                 | AC Malines | ACEC | 1971         | 140 km/h         | 770 kW    | 46,575 m | 105 t  | 128 t     | 180 28 1re cl. 152 2e cl. | 2024    |          |
| 06    | AM 73            | 30   | 677-706              |                                                                 | La Brugeoise et Nivelles | ACEC | 1973         | 140 km/h         | 770 kW    | 46,615 m | 108 t  | 131 t     | 178 28 1re cl. 150 2e cl. | 2024    |          |
| 06    | AM 74            | 24   | 707-730              | La Brugeoise et Nivelles / Constructions Ferroviaires du Centre | 1974 | ACEC | 2024         | 140 km/h         | 770 kW    | 46,615 m | 108 t  | 131 t     | 178 28 1re cl. 150 2e cl. |         |          |
| 06    | AM 78            | 26   | 731-756              | La Brugeoise et Nivelles / Constructions Ferroviaires du Centre | 1979-80 | ACEC | 2024         | 140 km/h         | 770 kW    | 46,615 m | 108 t  | 131 t     | 178 28 1re cl. 150 2e cl. |         |          |
| 06    | AM 79            | 26   | 757-782              | La Brugeoise et Nivelles / Constructions Ferroviaires du Centre | 1980 | ACEC | 2024         | 140 km/h         | 770 kW    | 46,615 m | 108 t  | 131 t     | 178 28 1re cl. 150 2e cl. |         |          |
|       | AMCR 'CityRail'  | 40   | 960-999              |                                                                 | 40 automotrices de Série 06 modernisés: - 11 AM 70 Th (665-676, sauf 672) - 7 AM 73 (677-683) - 22 AM 74 (707-730, sauf les 709 et 716) | 40 automotrices de Série 06 modernisés: - 11 AM 70 Th (665-676, sauf 672) - 7 AM 73 (677-683) - 22 AM 74 (707-730, sauf les 709 et 716) | 2006-08      |                  |           |          |        |           |                           |         |          |